# Céline Naef
| jaar | rang enkelspel | rang dubbelspel |
| ---- | -------------- | --------------- |
| 2021 | 992            | 1216            |
| 2022 | 475            | 926             |
| 2023 | 139            | 428             |

Céline Naef (Feusisberg, 25 juni 2005) is een tennisspeelster uit Zwitserland. Naef begon met tennis toen zij vier jaar oud was. Haar favoriete ondergrond is hardcourt. Zij speelt rechtshandig en heeft een tweehandige backhand. Zij is actief in het internationale tennis sinds 2021.

## Loopbaan

### Junioren
Naef bereikte de dubbelspelfinale van het junior-grandslamtoernooi van Roland Garros 2022, samen met de Tsjechische Nikola Bartůňková. In december 2022 bereikte zij de vierde plaats op de juniorenranglijst van de ITF.

### Enkelspel
Naef debuteerde in 2021 op het ITF-toernooi van Klosters (Zwitserland). Zij stond in 2022 voor het eerst in een finale, op het ITF-toernooi van Monastir (Tunesië) – hier veroverde zij haar eerste titel, door de Duitse Lara Schmidt te verslaan. Tot op heden(december 2024) won zij zeven ITF-titels, de meest recente in 2023 in Pétange (Luxemburg).
In 2023 kwalificeerde Naef zich voor het eerst voor een WTA-hoofdtoernooi, op het toernooi van Florence – zij bereikte er de tweede ronde. Op het WTA-toernooi van Rosmalen versloeg zij onder meer Venus Williams en bereikte zij de kwartfinale. Twee weken later kwalificeerde zij zich voor Wimbledon, waar zij haar grandslamdebuut had. In september kwam zij binnen op de top 150 van de wereldranglijst.
Haar hoogste notering op de WTA-ranglijst is de 121e plaats, die zij bereikte in oktober 2023.

### Dubbelspel
Naef was in het dubbelspel minder actief dan in het enkelspel. Zij debuteerde in 2021 op het ITF-toernooi van Klosters (Zwitserland), samen met landgenote Karolina Kozakova. Zij stond in 2022 voor het eerst in een finale, op het ITF-toernooi van Reims (Frankrijk), geflankeerd door de Slowaakse Irina Balus – hier veroverde zij haar eerste titel, door het Franse duo Mallaurie Noël en Margot Yerolymos te verslaan. Tot op heden(december 2024) won zij zes ITF-titels, de meest recente in 2024 in Poitiers (Frankrijk).
In 2023 speelde Naef voor het eerst op een WTA-hoofdtoernooi, op het toernooi van Rouen, samen met landgenote Jil Teichmann – zij bereikten er de tweede ronde. Enkele weken later stond zij voor het eerst in een WTA-finale, op het toernooi van Andorra, samen met Erika Andrejeva – hier veroverde zij haar eerste titel, door het koppel Tímea Babos en Heather Watson te verslaan.
In augustus 2024, na het winnen van haar vijfde ITF-titel op het $100k-toernooi van Cary, kwam zij binnen op de top 150 van de wereldranglijst.
Haar hoogste notering op de WTA-ranglijst is de 122e plaats, die zij bereikte in november 2024.

### Tennis in teamverband
In 2023 en 2024 maakte Naef deel uit van het Zwitserse Fed Cup-team – zij behaalde daar een winst/verlies-balans van 0–4.

## Palmares
| Legenda                 |
| ----------------------- |
| Grandslamtoernooi       |
| Olympische Spelen       |
| Year-End Championships  |
| Premier Mandatory       |
| Premier Five / WTA 1000 |
| Premier / WTA 500       |
| International / WTA 250 |
| Challenger / WTA 125    |

### WTA-finaleplaatsen enkelspel
| nr.              | finale     | toernooi    | ondergrond    | tegenstandster    | score    |         |
| ---------------- | ---------- | ----------- | ------------- | ----------------- | -------- | ------- |
| gewonnen finales |            |             |               |                   |          |         |
| geen             |            |             |               |                   |          |         |
| verloren finales |            |             |               |                   |          |         |
| 1.               | 2024-12-15 | WTA Limoges | hardcourt (i) | Viktorija Golubic | 5-7, 4-6 | details |

### WTA-finaleplaatsen vrouwendubbelspel
| nr.              | finale     | toernooi     | ondergrond    | partner         | tegenstandsters                      | score    |         |
| ---------------- | ---------- | ------------ | ------------- | --------------- | ------------------------------------ | -------- | ------- |
| gewonnen finales |            |              |               |                 |                                      |          |         |
| 1.               | 2023-12-02 | WTA Andorra  | hardcourt (i) | Erika Andrejeva | Tímea Babos Heather Watson           | 6-2, 6-1 | details |
| verloren finales |            |              |               |                 |                                      |          |         |
| 1.               | 2024-07-26 | WTA Warschau | hardcourt     | Nina Stojanović | Weronika Falkowska Martyna Kubka     | 4-6, 6-7 | details |
| 2.               | 2024-12-08 | WTA Angers   | hardcourt (i) | Belinda Bencic  | Monica Niculescu Elena Gabriela Ruse | 3-6, 4-6 | details |

### Gewonnen ITF-toernooien enkelspel
| nr. | finale     | toernooi     | dotatie  | ondergrond    | tegenstandster in finale | score         |
| --- | ---------- | ------------ | -------- | ------------- | ------------------------ | ------------- |
| 1.  | 2022-03-13 | Monastir     | $ 15.000 | hardcourt     | Lara Schmidt             | 3-6, 6-2, 7-5 |
| 2.  | 2022-10-09 | Reims        | $ 15.000 | hardcourt (i) | Manon Léonard            | 6-2, 6-7, 6-3 |
| 3.  | 2022-10-16 | Cherbourg    | $ 25.000 | hardcourt (i) | Irene Burillo            | 3-6, 7-5, 6-2 |
| 4.  | 2023-01-15 | Loughborough | $ 25.000 | hardcourt (i) | Eliz Maloney             | 6-0, 6-4      |
| 5.  | 2023-02-05 | Porto        | $ 40.000 | hardcourt (i) | Lucrezia Stefanini       | 6-2, 6-4      |
| 6.  | 2023-09-17 | Le Neubourg  | $ 80.000 | hardcourt     | Alina Kornejeva          | 4-6, 6-2, 7-6 |
| 7.  | 2024-11-10 | Pétange      | $ 60.000 | hardcourt (i) | Océane Dodin             | 6-2, 6-4      |

## Resultaten grandslamtoernooien
| Legenda | Legenda                          |
| ------- | -------------------------------- |
| g.t.    | geen toernooi gehouden           |
| l.c.    | lagere categorie                 |
| –       | niet deelgenomen                 |
| G       | uitgeschakeld in de groepsfase   |
| 1R      | uitgeschakeld in de eerste ronde |
| 2R      | uitgeschakeld in de tweede ronde |
| 3R      | uitgeschakeld in de derde ronde  |
| 4R      | uitgeschakeld in de vierde ronde |
| KF      | uitgeschakeld in de kwartfinale  |
| HF      | uitgeschakeld in de halve finale |
| F       | de finale verloren               |
| W       | het toernooi gewonnen            |
| w-v     | winst/verlies-balans             |

### Enkelspel
| toernooi        | 2023 |
| --------------- | ---- |
| Australian Open | –    |
| Roland Garros   | –    |
| Wimbledon       | 1R   |
| US Open         | –    |